# Bela Lugosi

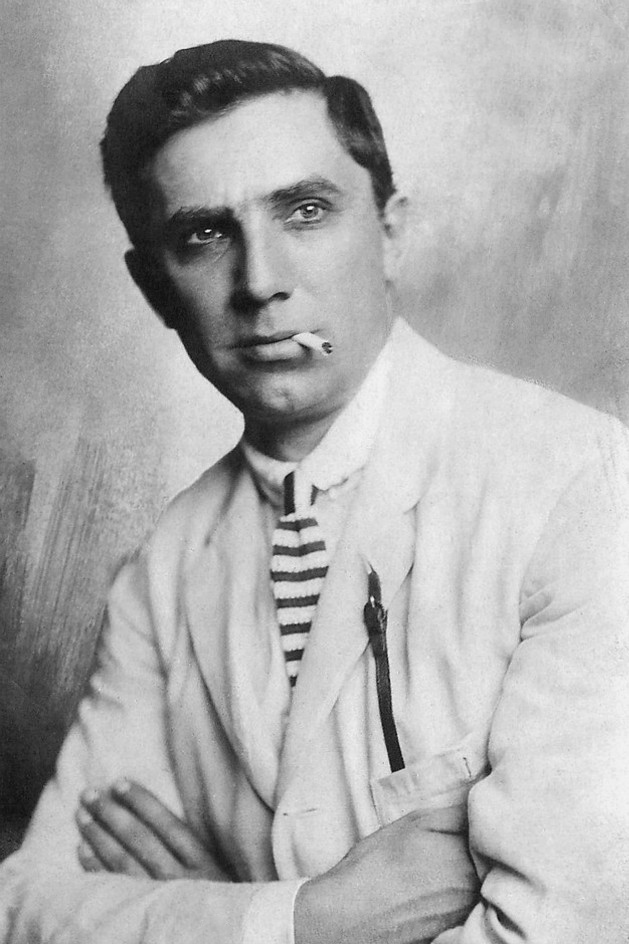
Bela Lugosi (1912)

Bela Lugosi (* 20. Oktober 1882 in Lugos, Österreich-Ungarn als Béla Ferenc Dezső Blaskó; † 16. August 1956 in Los Angeles, Vereinigte Staaten) war ein ungarisch-US-amerikanischer Schauspieler, der vor allem durch Rollen in Horrorfilmen bekannt wurde. Weltweite Bekanntheit erlangte Lugosi durch seine Darstellung des Grafen Dracula in der gleichnamigen Romanverfilmung von 1931 von Tod Browning. Er wirkte in der Folge in Filmen von sehr unterschiedlicher Qualität mit, darunter auch in zahlreichen B-Movies. In seinen letzten Lebensjahren war Lugosi oft arbeitslos, was ihn veranlasste, auch in Trashfilmen von Ed Wood mitzuspielen. Nicht zuletzt deshalb genießt Lugosi heute bei Fans dieser Filmgattung Kultstatus.

## Leben

### Kindheit und Jugend

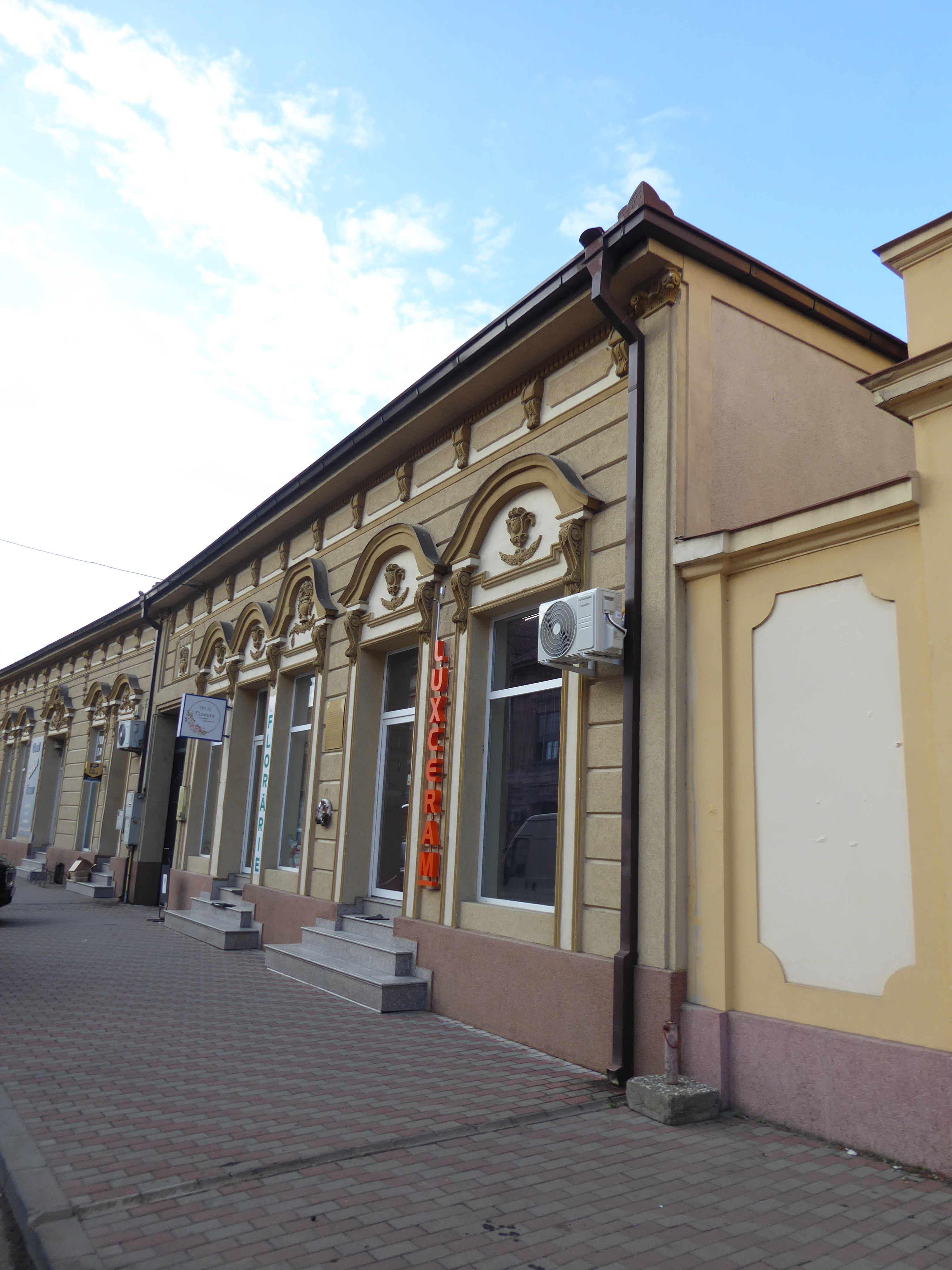
Geburtshaus von Bela Lugosi in Lugoj

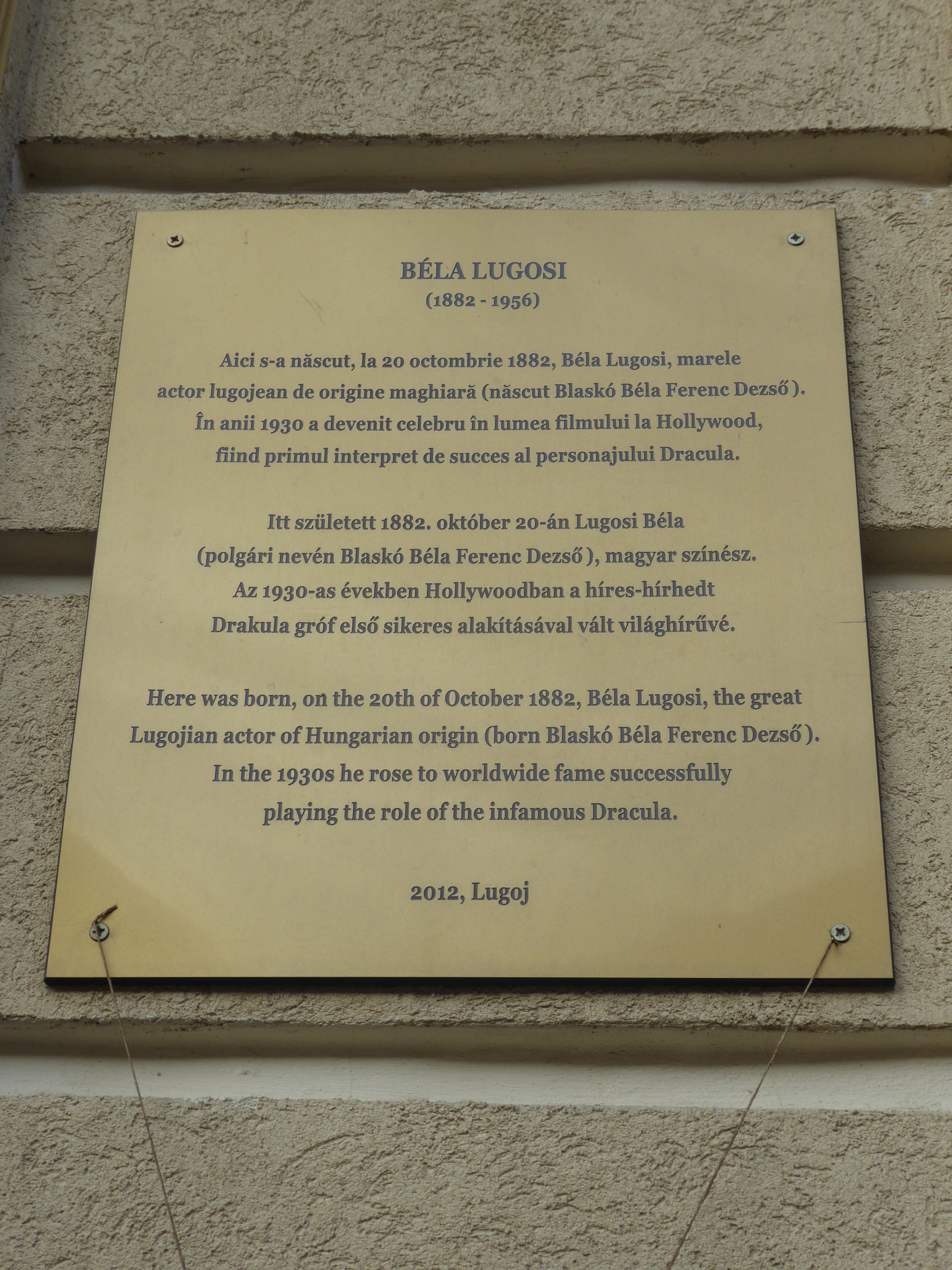
Gedenktafel in Lugoj

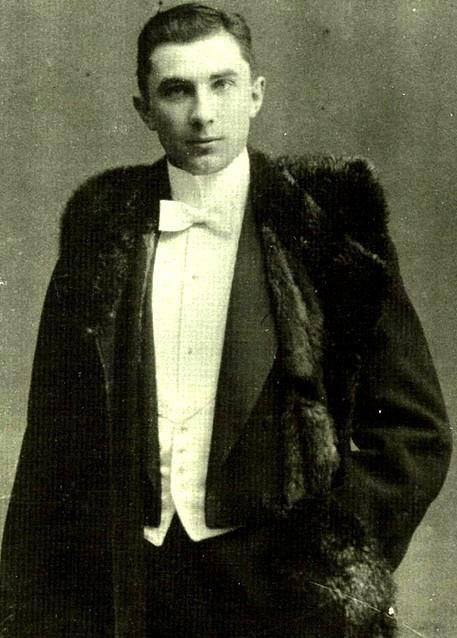
Bela Lugosi um 1900

Béla Ferenc Dezső Blaskó wurde am 20. Oktober 1882 in Lugos (Bánát) geboren, damals zum Königreich Ungarn bzw. Österreich-Ungarn und heute zu Rumänien gehörend. Er war das jüngste von vier Kindern einer ungarischen Familie. Sein Vater war Geschäftsmann. Béla riss von zu Hause aus, als seine Eltern 1893 beschlossen hatten, ihn gegen seinen Willen aufs Gymnasium zu schicken. Stattdessen verwirklichte er seinen Traum einer Schauspielerkarriere und spielte jahrelang an verschiedenen Bühnen in ganz Ungarn. Aufgrund seines charmanten Aussehens wurde er oft in der Rolle des jugendlichen Liebhabers eingesetzt.

### Zeit in Ungarn
Bela Lugosi, wie er sich später nannte, begann seine Karriere im damaligen Ungarn als Shakespeare-Darsteller und spielte noch unter dem Pseudonym Arisztid Olt in zahlreichen Stummfilmproduktionen mit. So war er als Olt in einer 1918 entstandenen Verfilmung des Oscar-Wilde-Romans Das Bildnis des Dorian Gray zu sehen. Einige Auftritte in Stummfilmen der Zeit gelten jedoch als umstritten oder unbelegt, so seine angebliche Rolle im Film Lulu (1918) und Casanova (1919).
Während des Ersten Weltkriegs diente er nach eigener Auskunft als Leutnant der Infanterie in der österreichisch-ungarischen Armee. Da er als Schauspieler vom Kriegsdienst befreit war, meldete er sich freiwillig für den Fronteinsatz bei einer Skipatrouille. Wegen zahlreicher Verwundungen und seiner Tapferkeit wurde Lugosi mit mehreren Orden geehrt. Nach Kriegsende schloss sich Lugosi der Kommunistischen Partei Ungarns an.
Als einem der bekanntesten Schauspieler Budapests war es ihm möglich, eine Schauspielergewerkschaft zu gründen. Als Gründer dieser Gewerkschaft führte er mehrfach Protestmärsche gegen die Republik unter Graf Mihály Károlyi an. Weil es für Lugosi und seine Frau Ilona Szmik wegen seiner politischen Aktivitäten in Ungarn zusehends gefährlicher wurde, mussten sie das Land verlassen. Nach der Niederlage der von Béla Kun geführten Räterepublik gegen die rumänischen Truppen wurde auf aktive Mitglieder der Kommunistischen Partei und ihrer Unterorganisationen eine regelrechte Treibjagd veranstaltet. Lugosi stand offenbar auf der „Schwarzen Liste“, weil er als Vertreter der Schauspielergewerkschaft öffentlich hervorgetreten war. Später, in den USA, hat Lugosi diese Episode seiner Biografie stets verschwiegen, weil er wegen seiner Nähe zum Kommunismus ein Berufsverbot oder sogar die Ausweisung fürchtete. Zunächst flohen die beiden nach Wien, ehe sie 1919 nach Berlin emigrierten.

### Zeit in Deutschland

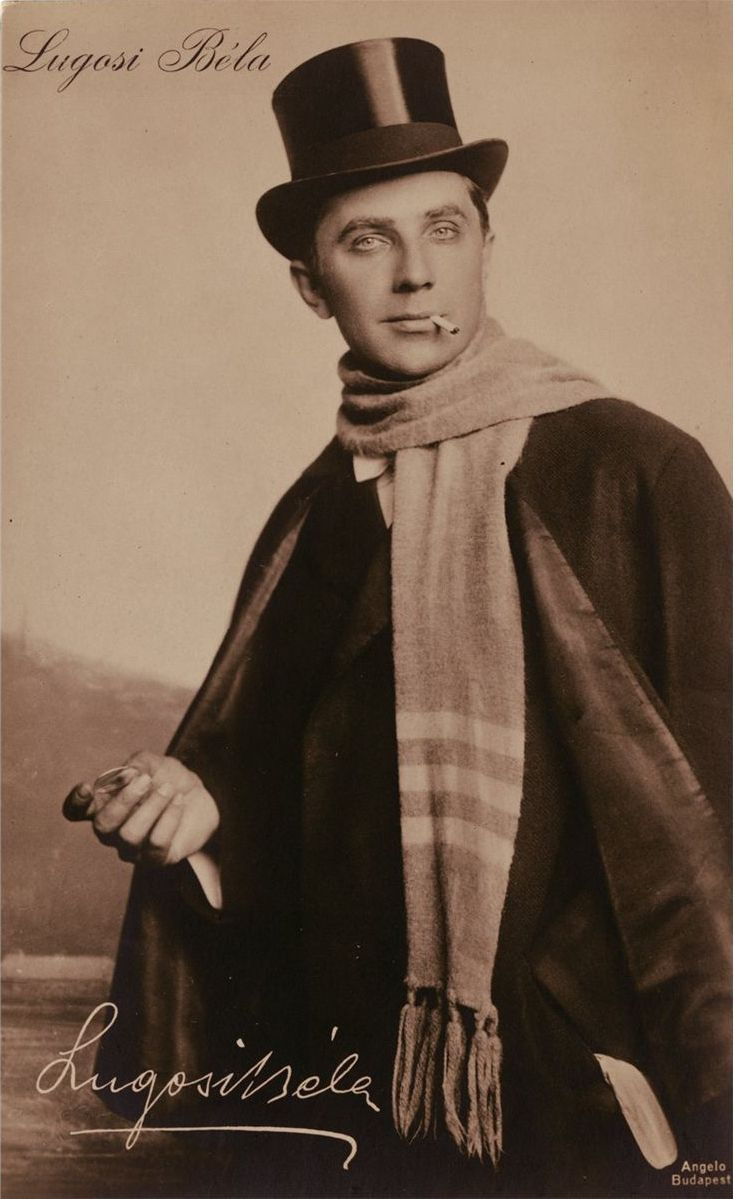
Bela Lugosi, 1920

In Deutschland hielt sich Bela Lugosi von 1919 bis 1921 auf. In seiner Wahlheimat Berlin wirkte er an verschiedenen Stummfilmproduktionen mit. Der erste davon war Sklaven fremden Willens von Richard Eichberg. Hier verwendete er auch erstmals den Künstlernamen „Lugosi“, abgeleitet vom Namen seines Geburtsortes. Lugosi spielte darin eine der Hauptrollen, einen bösen Hypnotiseur – eine Figur, die schon auf seinen späteren bevorzugten Rollentypus vorausweist. Noch war er aber nicht auf ein bestimmtes Genre festgelegt. So übernahm er 1920 wichtige Rollen in Karl-May-Filmen wie Die Todeskarawane von Josef Stein (als arabischer Scheich) und Die Teufelsanbeter von Muhsin Ertuğrul (als Oberhaupt der Jesiden). In der zweiteiligen Lederstrumpf-Verfilmung (ebenfalls 1920, Regie: Arthur Wellin) spielte er wieder eine Hauptrolle, den „letzten Mohikaner“ Chingachgook.
In dem als verschollen geltenden Film Der Januskopf von Friedrich Wilhelm Murnau (1920), einer Adaption der Geschichte von Dr. Jekyll und Mr. Hyde, verkörperte er den Diener der Hauptfigur und stieg somit ins Horrorgenre ein. Regisseur Murnau sollte ein Jahr später mit Nosferatu – Eine Symphonie des Grauens die erste Draculaverfilmung drehen – eine Gestalt, die Lugosi knapp zehn Jahre später zu großer Popularität verhelfen sollte.

### Schauspielerkarriere in den Vereinigten Staaten
1921 emigrierte Lugosi in die Vereinigten Staaten. Er erhoffte sich davon einen weiteren Karriereschub. Bevor er jedoch den italienischen Frachter bestieg, auf dem er als Hilfsheizer nach Amerika reisen wollte, ließ er sich von seiner Frau scheiden. In New York City begann er Kontakte zu anderen ungarischen Exilschauspielern zu knüpfen.
Neben etlichen kleineren Nebenrollen in Filmen spielte er hier auch wieder Theater. Obwohl er schlecht Englisch sprach und seine Texte phonetisch memorieren musste, bekam er gute Kritiken. In dieser Zeit lernte er auch seine zweite Ehefrau Ilona von Montagh kennen.
Ab 1927 spielte er sehr erfolgreich den Titelpart in Hamilton Deanes Broadwaystück Dracula, das nach Motiven des gleichnamigen Romans des irischen Schriftstellers Bram Stoker entstanden war. In dieser Rolle war Lugosi in 265 Aufführungen zu sehen. Lugosi faszinierte das Publikum mit dem erotischen Hauch, mit dem er die Rolle ergänzte, und für die Schauspielerin Carol Borland war es „purer Sex auf der Bühne“. Während dieser Zeit auf der Welle des Erfolgs trennte er sich von Ilona von Montagh und liierte sich mit seiner künftigen dritten Ehefrau Beatrice Weeks. 1930 plante der Regisseur Tod Browning den Romanstoff für einen Film zu adaptieren. Um auch die Zustimmung von Bram Stokers Witwe Florence zu erhalten, vermittelte Lugosi zwischen den beiden Parteien. Murnaus Nosferatu hatte sie abgelehnt, worauf dieser einfach die Namen der Figuren änderte. Browning hingegen erhielt die Rechte. Er plante, den „Mann mit den tausend Gesichtern“ Lon Chaney sen. für die Titelrolle zu engagieren, allerdings erlag der bekannte Horrorfilmmime kurz vor Beginn der Dreharbeiten seinem Kehlkopfkrebsleiden. Browning, der sich zunächst geweigert hatte, Lugosi die Rolle des Grafen Dracula zu überlassen, bot sie ihm letztlich doch an. Trotz eines dürftigen Honorars von 500 Dollar die Woche und keinerlei Gewinnbeteiligung nahm Lugosi an.
Der Film Dracula machte Bela Lugosi 1931 zum gefeierten Starschauspieler und etablierte ihn in dieser Rolle. In der Folge lehnte er das Engagement als Frankensteins Monster in James Whales Film ab. Er wollte nicht sein Gesicht hinter einer Maske verstecken, war doch, seiner Meinung nach, das Mienenspiel die Essenz eines jeden Schauspielers. Schließlich übernahm Boris Karloff den Part, was dazu führte, dass er nach dem Erfolg des Films neben Lugosi der zweite große Horrorfilmdarsteller Hollywoods war.
Lugosi drehte in den folgenden Jahren zahlreiche bekannte Filme des Horrorgenres, in denen er zumeist als Bösewicht oder Monster zu sehen war. Im Film Mord in der Rue Morgue von 1932, der auf der Erzählung Edgar Allan Poes basiert, spielte er die Figur des Dr. Mirakle, die für die Verfilmung neu geschaffen wurde. In White Zombie übernahm er die Rolle des Legendre, Besitzer einer Mühle, der auf Wunsch eines Nachbarn die Frau eines Freundes in einen Zombie verwandelt. White Zombie war der erste Film, in dem Zombies im Sinne von Untoten agierten. In dem Film Der Rabe, dem ebenfalls ein Werk Edgar Allan Poes zugrunde lag, spielte Lugosi an der Seite seines Konkurrenten Boris Karloff. Lugosi spielte den verbrecherischen Dr. Richard Vollin, der dem Ganoven Edmond Bateman, der von Karloff gemimt wurde, das Gesicht operativ entstellt. In dem 1935 unter der Regie Tod Brownings entstandenen Das Zeichen des Vampirs war Lugosi wieder in der Rolle des Vampirs, als Graf Mora, zu sehen. 1939 spielten Karloff und Lugosi wieder Seite an Seite in Frankensteins Sohn. Lugosi mimte hierin den buckligen Gehilfen Ygor, der für Frankensteins Sohn Wolf Frankenstein arbeitet. In Return of the Vampire von 1944 spielte Lugosi wieder die für ihn typische Rolle des Vampirs. 1939 tauchte Lugosi im Film Ninotschka auf, in dem er – in Anlehnung an die Person Stalins – den russischen Geheimdienstkommissar Razinin an der Seite von Greta Garbo gab.

### Schauspielerischer Abstieg
Das Horrorgenre, das in den 1930er Jahren noch sehr populär gewesen war, nahm an Beliebtheit ab, sodass auch Lugosis Karriere ins Stocken geriet und er nur noch selten ansprechende Rollen erhielt. Seine mittlerweile vierte Ehefrau, Lillian Arch (1911–1981), wurde in dieser Zeit schwanger. Um den Lebensunterhalt der kleinen Familie zu sichern, musste er sein Anwesen in Hollywood verkaufen und ein bescheideneres Heim in San Fernando Valley beziehen. Dennoch behielt er seinen verschwenderischen Lebensstil bei. Er hielt sich und seine Familie mit zahlreichen B-Movies über Wasser, konnte jedoch nicht an die Erfolge früherer Zeiten anknüpfen. Einen letzten großen Erfolg landete er als Dracula neben dem Komiker-Duo Bud Abbott und Lou Costello in Charles T. Bartons Horrorkomödie Abbott und Costello treffen Frankenstein.
Lugosi blieb mehrfach ohne Engagement und entwickelte eine Alkoholabhängigkeit. Um gegen die Leiden seiner Kriegsverletzungen anzukämpfen, nahm er immer größere Dosen Morphin und wurde auch danach süchtig. Er begann eine Entziehungskur, die er erfolgreich beenden konnte. Als Lillian Arch ihn mit seinem Sohn verließ, urteilte Lugosi über seinen folgenden Rückfall: „Dann hat sie mich verlassen. Mit unserem Sohn. Er war mein Fleisch und Blut. Deshalb fing ich wieder mit den Drogen an. Sie hat mir das Herz gebrochen.“ Seine Frau bekam das Sorgerecht für den 15-jährigen Bela Lugosi jr. (* 1938) zugesprochen. An ihrem Geburtstag 1955 begab sich Lugosi freiwillig in eine Klinik, um gegen seine Sucht anzukämpfen. Dies sorgte für Schlagzeilen in der Presse, womit Lugosi nach jahrelanger Abwesenheit wieder ins Gespräch kam und zu hoffen begann, wieder ins Filmgeschäft einsteigen zu können. Nach 15 Wochen wurde er aus der Klinik entlassen. Am 25. August 1955 heiratete er die Filmeditorin Hope Lininger (1919–1997).
Mitte der 1950er Jahre bot ihm der junge Regisseur Ed Wood Rollen in einigen seiner B-Movies an, die Lugosi annahm. Wood, ein großer Fan der Dracula-Filme und Verehrer Lugosis, erfüllte sich mit dem Auftreten Lugosis in seinen Filmen einen Wunsch und erhoffte sich mit dem bekannten Namen Lugosis mehr Aufmerksamkeit für sein Schaffen.
In seinem letzten Lebensjahr war Lugosi kaum noch fähig zu arbeiten. In dem 1956 entstandenen Film Die Schreckenskammer des Dr. Thosti wurde seine Rolle in die eines Stummen umgeändert, da er seinen Text nicht mehr behalten konnte. Im Sommer spielte er das letzte Mal in dem Anti-Drogen-Drama Devil’s Paradise Theater.
Ed Wood schnitt 1959, also drei Jahre nach Lugosis Tod, in seinem Film  Plan 9 aus dem Weltall, einige Szenen ein, die er spontan mit Lugosi gedreht hatte. Als Wood sich entschloss, einen Film „mit Lugosi“ zu machen, wurde dieser durch den Chiropraktiker Tom Mason ersetzt, der ihn doubeln sollte. Da dieser keine Ähnlichkeit mit Lugosi hatte, musste er sein Gesicht die ganze Zeit mit einem Umhang verdecken. Der Film wurde 1979 mit dem fiktiven Golden Turkey Award als schlechtester Film aller Zeiten „ausgezeichnet“ und hat dadurch Kultstatus erreicht.

### Tod

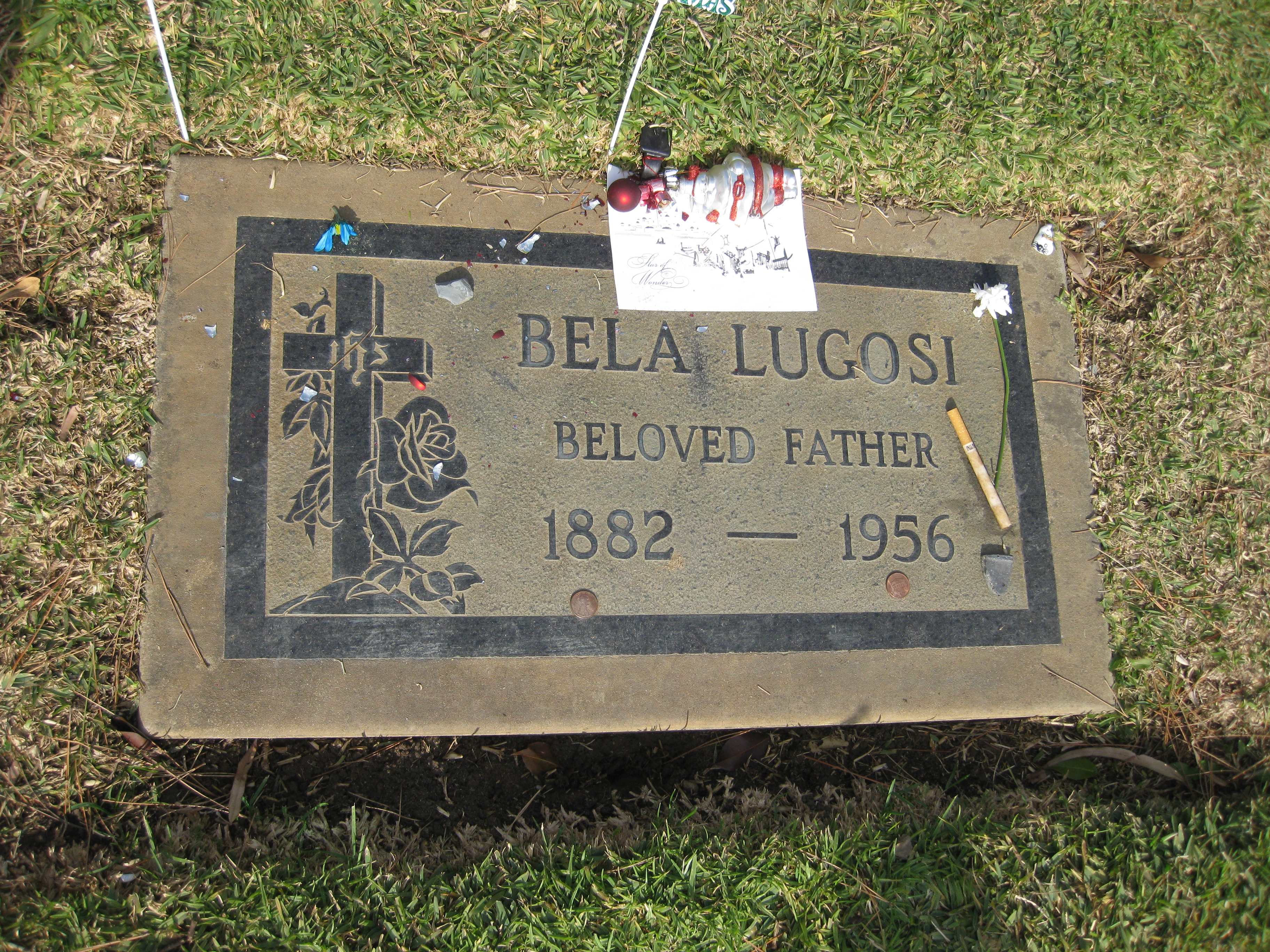
Lugosis Grab in Culver City

Am 16. August 1956 wurde Lugosi im Alter von 73 Jahren von Lininger tot im Bett gefunden; die Todesursache war ein Herzinfarkt. Lugosi soll an seinem Lebensende von dem Gedanken besessen gewesen sein, er sei tatsächlich Dracula persönlich. Lugosi wurde entgegen populären Gerüchten nicht auf eigenen Wunsch, sondern auf Betreiben seines Sohnes und seiner vierten Ehefrau in einem Dracula-Kostüm aufgebahrt und auch in einem solchen auf dem Holy Cross Cemetery in Culver City, Kalifornien, begraben. Frank Sinatra übernahm die Kosten seiner Beerdigung.

## Nachwirkung

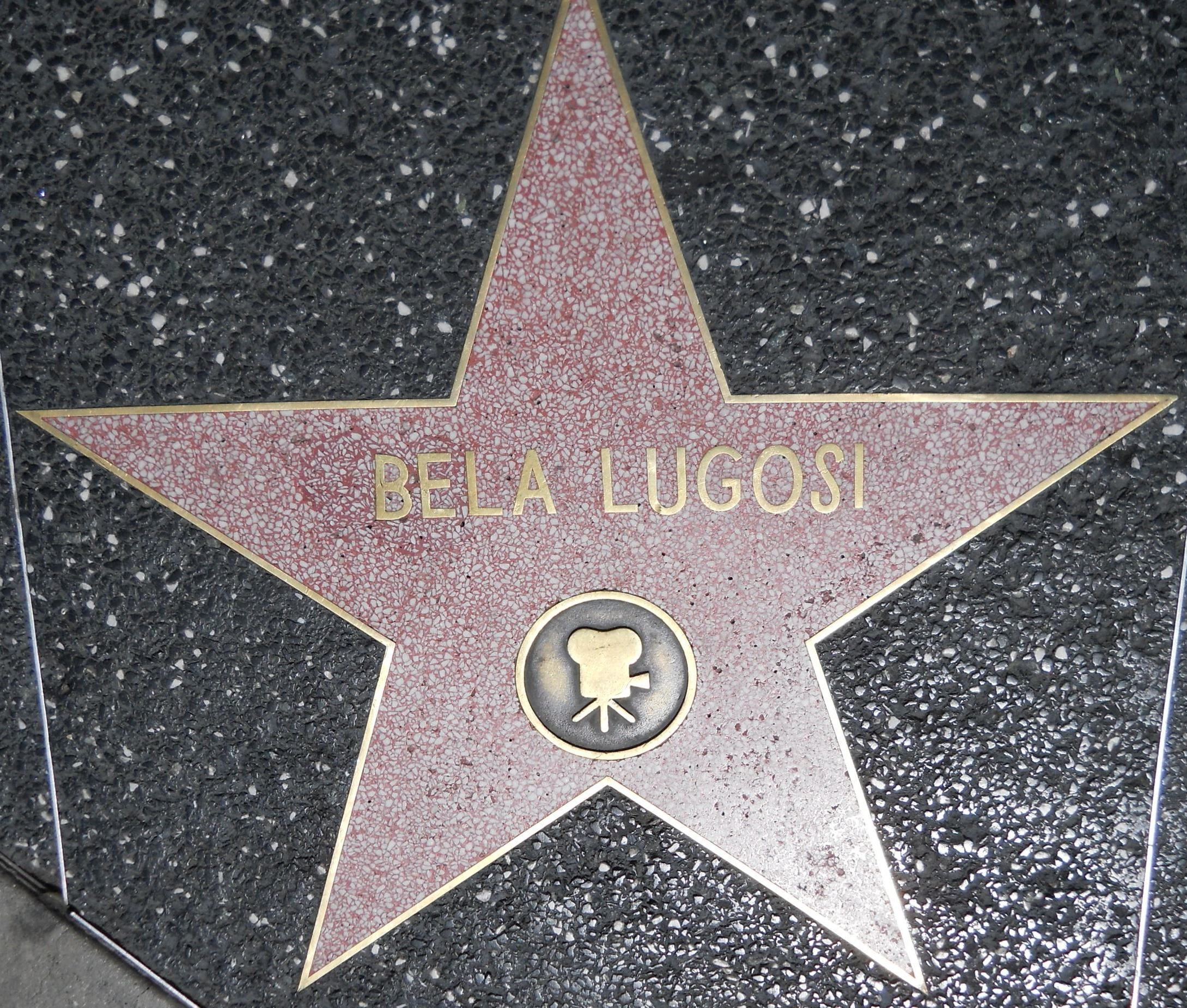
Lugosis Stern auf dem Hollywood Walk of Fame

Bela Lugosi besitzt heutzutage Kultstatus. Dies liegt zum einen an seiner Darstellung des Dracula, zum anderen an seinen letzten Filmen unter Ed Wood, die sich wegen ihrer ungewollten Komik großer Beliebtheit erfreuen.
Lugosi hat die heutige Vorstellung eines Vampirs als eines gut gekleideten Herren mit Umhang entscheidend mitgeprägt. Dennoch zeigte er in seinen Vampirfilmen nie seine Zähne. Im Gegensatz zum heute gängigen, wenngleich volkskundlich falschen Vampir-Image trug er noch nicht die angeblich typischen Eckzähne zur Schau. Diese wurden erstmals 1953 für die türkische Dracula-Verfilmung Drakula Istanbul’da (Dracula in Istanbul) (mit Atif Kaptan in der Titelrolle)  kreiert, auf dem amerikanischen Kontinent zum ersten Mal 1956 in dem mexikanischen Horrorstreifen El Vampiro mit German Robles in der Rolle des Grafen Lavud gezeigt sowie ab 1958 in den Hammer-Filmen von Christopher Lee kamerawirksam in Szene gesetzt.
Zudem hielt Bela Lugosi Einzug in die Popkultur. So war er Thema eines Songs der Gothic-Punk-Band Bauhaus mit dem Titel Bela Lugosi’s Dead von 1979. Dieses Lied wurde auch unter anderem von der Dark-Metal-Band Opera IX, von Nouvelle Vague und vom schottischen Synthpop-Trio Chvrches (für den Soundtrack des Films Vampire Academy) gecovert. Von der US-amerikanischen Horrorpunk-Band Shadow Reichenstein gibt es eine Nummer namens Bela Was a Junkie, die Lugosis Drogensucht thematisiert. Das Sprachsample am Anfang stammt aus dem Film Ed Wood. Im Genre des Horrorpunk, in dem Horror-B-Filme thematisch eine große Rolle spielen, wird Lugosi regelmäßig erwähnt und zitiert. So benannte sich etwa die US-amerikanische Band Lugosi’s Morphine nach dem Schauspieler.
Die US-amerikanische Heavy-Metal-Band Vyndykator veröffentlichte gar ein Konzeptalbum über Lugosis Leben mit dem Titel Heaven Sent From Hell. Darüber hinaus war Lugosis Name Inspirationsquelle für den Künstlernamen des Schlagzeugers der Berliner Band Die Ärzte, Bela B.
In der Rollenspielwelt World of Darkness gibt es laut einem der Quellenbücher einen Vampir in Los Angeles, der sich für Dracula, den Urvater aller Vampire hält und Bela genannt wird. Außerdem diente er Jim Henson als Inspiration für die Muppets-Figur Graf Zahl in der Sesamstraße.
Lugosi wurde auch schon filmisch dargestellt. Martin Landau (bekannt aus den Fernsehserien Kobra, übernehmen Sie und Mondbasis Alpha 1) spielte in Tim Burtons Ed Wood den drogenkranken Lugosi und erhielt dafür 1995 den Oscar als bester männlicher Nebendarsteller.

## Ehefrauen
- Ilona Szmik (25. Juni 1917 bis 1920) (geschieden)
- Ilona von Montagh (September 1921 bis Februar 1924) (geschieden)
- Beatrice Weeks (29. September 1929 bis 2. Oktober 1929) (nach drei Tagen geschieden; als Grund wurde Clara Bow angegeben – die „andere Frau“)
- Lillian Arch (31. Januar 1933 bis 17. Juli 1953) (geschieden), aus dieser Ehe ging der gemeinsame Sohn Bela Lugosi Jr. hervor, der 1938 geboren wurde
- Hope Lininger (25. August 1955 bis 16. August 1956) (sein Tod)

## Trivia
- Bela Lugosis Sohn Bela Lugosi Jr. ist Anwalt in Hollywood, der sich auf die Vertretung von Schauspielern zur Wahrnehmung ihrer Marketingrechte spezialisiert hat.
- Bela Lugosi spielte den Vampir Graf Dracula, seine berühmteste Rolle, in insgesamt zwei Filmen:
  - Dracula (1931)
  - Abbott und Costello treffen Frankenstein (1948)

## Filmografie
- 1917: A Régiséggyűjtő
- 1917: Az Ezredes
- 1917: Leon Leoni (Leoni Leó)
- 1917: Nászdal
- 1917: Der Maskenball (Álarcosbál)
- 1917: Dorian Gray (Az élet király)
- 1918: Der Leopard
- 1918: Die gefahrvolle Wette
- 1918: Küzdelem a létért
- 1918: Lili
- 1918: Tavaszi vihar
- 1919: Sklaven fremden Willens
- 1920: Die Todeskarawane
- 1920: Der Fluch der Menschheit – 2. Im Rausche der Milliarden
- 1920: Der Januskopf
- 1920: Der Tanz auf dem Vulkan – 1. Sybil Young
- 1920: Der Tanz auf dem Vulkan – 2. Der Tod des Großfürsten
- 1920: Die Frau im Delphin, oder 30 Tage auf dem Meeresgrund
- 1920: Der Fluch der Menschheit – 1. Die Tochter der Arbeit
- 1920: Lederstrumpf, 1. Teil: Der Wildtöter und 2. Teil: Der letzte Mohikaner
- 1920: Nat Pinkerton im Kampf, 1. Teil – Das Ende des Artisten Bartolini
- 1921: Die Teufelsanbeter
- 1921: Apachenrache, 3. Teil – Die verschwundene Million
- 1922: Ihre Hoheit die Tänzerin
- 1923: The Silent Command
- 1924: The Rejected Woman
- 1925: Daughters Who Pay
- 1925: The Midnight Girl
- 1926: Punchinello
- 1929: Prisoner
- 1929: The Thirteenth Chair
- 1929: The Veiled Woman
- 1930: Oh, For a Man
- 1930: Renegades
- 1930: Such Men Are Dangerous
- 1930: Viennese Nights
- 1930: Company
- 1931: Dracula
- 1931: Broadminded
- 1931: Women of All Nations
- 1931: Charlie Chan – Der Tod ist ein schwarzes Kamel (The Black Camel)
- 1931: Million Frenchmen
- 1932: Mord in der Rue Morgue (Murders in the Rue Morgue)
- 1932: Chandu the Magician
- 1932: Death Kiss
- 1932: The White Zombie (White Zombie)
- 1932: Die Insel der verlorenen Seelen (Island of Lost Souls)
- 1933: Die Legion des Todes (The Devil’s in Love)
- 1933: Hotel International (International House)
- 1933: Night of Terror
- 1933: Whispering Shadow
- 1934: Die schwarze Katze (The Black Cat)
- 1934: Gift of Gab
- 1934: The Mysterious Mr. Wong
- 1934: The Return of Chandu
- 1935: Der Rabe (The Raven)
- 1935: The Mystery of the Mary Celeste
- 1935: Chandu on the Magic Island
- 1935: Das Zeichen des Vampirs (Mark of the Vampire)
- 1935: Murder by Television
- 1935: The Best Man Wins
- 1936: Tödliche Strahlen (The Invisible Ray)
- 1936: Postal Inspector
- 1936: Shadow of Chinatown
- 1937: S.O.S. Coast Guard
- 1939: Frankensteins Sohn (Son of Frankenstein)
- 1939: Ninotschka (Ninotchka)
- 1939: The Gorilla
- 1939: The Phantom Creeps
- 1939: Der Würger (The Dark Eyes of London)
- 1940: Schwarzer Freitag (Black Friday)
- 1940: The Devil Bat
- 1940: The Saint’s Double Trouble
- 1940: You’ll Find Out
- 1941: Der Wolfsmensch (The Wolf Man)
- 1941: Invisible Ghost
- 1941: Spooks Run Wild
- 1941: The Black Cat
- 1942: Black Dragons
- 1942: Bowery at Midnight
- 1942: Frankenstein kehrt wieder (The Ghost of Frankenstein)
- 1942: Night Monster
- 1942: S.O.S. Coast Guard
- 1942: The Corpse Vanishes
- 1943: Frankenstein trifft den Wolfsmenschen (Frankenstein Meets the Wolf Man)
- 1943: Ghosts on the Loose
- 1943: The Ape Man
- 1943: The Return of the Vampire
- 1944: One Body Too Many
- 1944: Return of the Ape Man
- 1944: Voodoo Man
- 1945: Der Leichendieb (The Body Snatcher)
- 1945: Zombies on Broadway
- 1946: Genius at Work
- 1947: Scared to Death
- 1948: Abbott und Costello treffen Frankenstein (Bud Abbott Lou Costello Meet Frankenstein)
- 1949: The Phantom Creeps
- 1952: Bela Lugosi Meets a Brooklyn Gorilla
- 1952: Mother Riley Meets the Vampire
- 1953: Glen or Glenda
- 1955: Die Rache des Würgers (Bride of the Monster)
- 1956: Die Schreckenskammer des Dr. Thosti (The Black Sleep)
- 1959: Plan 9 aus dem Weltall (Plan 9 from Outer Space)

## Deutsche Synchronsprecher
Bela Lugosi hatte im deutschsprachigen Raum keinen Standardsprecher und wurde unter anderem von Alf Marholm, Rolf Boysen, Lothar Blumhagen, Joachim Kerzel, Rolf Schimpf, Wolfgang Kieling und Gernot Duda synchronisiert.